# 塞拉德孔蒂
塞拉德孔蒂（義大利語：Serra de' Conti），是意大利安科纳省的一个市镇。总面积24.51平方公里，人口3678人，人口密度150.1人/平方公里（2009年）。ISTAT代码为042046。